# 麗塔鯰
麗塔鯰，為輻鰭魚綱鯰形目鱨科的其中一種，為亞熱帶淡水魚類，分布於亞洲阿富汗、巴基斯坦、尼泊爾、緬甸淡水流域，體長可達150公分，棲息在底層水域，以昆蟲、軟體動物、蝦與魚類為食，生活習性不明。